# Успенский, Дмитрий Владимирович
Дмитрий Владимирович Успенский (20 июня 1902 — июль 1989, Москва) — подполковник внутренней службы, начальник ряда лагерных управлений.

## Биография
Родился 20 июня 1902 года в семье дьякона Николаевского храма села Снопот Мосальского уезда Калужской губернии Владимира Михайловича Успенского, мать — Елизавета Ивановна (урождённая ?), домохозяйка. По словам самого Успенского, его отец умер в 1905 году. Однако в Соловках был устойчивый слух, что Успенский попал на острова не по своей воле, а был осуждён как отцеубийца, причём объяснял содеянное классовой ненавистью. Следует подчеркнуть, что в разговоре с И. Л. Солоневичем Успенский подтверждал, не указывая причину, что был осуждён на 10 лет, но нигде в открытых документах сведений о судимости Успенского нет.
В память об умершем отце, дьяконе, пользовался поддержкой местного священника. Окончил 5-классное духовное училище в Калуге и в 1916 году поступил в Калужскую семинарию. Обучения и в том и в другом учебном заведении велось «на казённый счёт». С июня 1918 года работал делопроизводителем в Снопотском волисполкоме, с ноября 1920 заведующим районной лесоззаготовительной артелью в Спас-Деменске, помощником бухгалтера лесозавода № 2 треста Брянсклес в Брянске. В октябре 1924 года призван в дивизию особого назначения (ОДОН) при Коллегии ОГПУ СССР. (По другим сведениям в Красной Армии и органах ВЧК-ОГПУ с 1920 г). С 1927 года член РКП(б) (по другим сведениям с 1925 г.).
- В 1928 году — начальник клуба 4-го Особого Соловецкого полка[5].
- В 1928—1930 годах — начальник воспитательно-просветительного отдела Соловецкого лагеря особого назначения[4], начальник 4-го отдела УСЛОН[5][10], заместитель начальника Соловецкого лагеря, начальник Соловецкого и Кемского отделений Соловецкого лагеря[5] после ареста В. Г. Зарина и П. Головкина в 1930 г.[11].
- В начале 1930-х — заместитель начальника Белбалтлага, начальник Северного участка строительства Беломорско-Балтийского канала (около 1931—1933 гг.)[5].
- С 2 июля 1933 по 7 октября 1936 — начальник Белбалтлага[12].
- С 7 октября 1936 г. — заместитель начальника Дмитлага[5].
- C 25 августа 1937 не ранее 2 февраля 1938 — начальник Дмитлага, одновременно, с 25.08.37 по 31.01.38 — временно исполняющий должность начальника Управления эксплуатации канала Москва—Волга[12].
- C 2 февраля 1938 помощник начальника управления строительством Куйбышевского гидроузла[12], начальник Жигулевского района[5].
- С 5 октября по 30 декабря 1939 — начальник Нижамурлага[12].
- C 30 декабря 1939 по 20 июля 1941 — начальник Сороклага[12], 20 июля 1941 уволен.
- В декабре 1941 — начальник Заполярлага[13].
- C 25 января по 5 сентября 1942 — начальник Севпечлага[12].
- C 24 апреля 1943 — начальник Карагандауголь НКВД (Строительство 4-го углеразреза Карагандинской области)[12].
- С 18 мая 1944 — начальник Переваллага[12].
- С 4 октября 1945 по 3 марта 1946 — начальник Нижамурлага (назначен повторно на ту же должность)[12].
- C 3 марта 1946 — зам. начальника Амурского управления строительства БАМ[12].
- C 10 сентября 1947 по 20 августа 1948 — начальник Южлага[12].
- С 20 августа 1948 по 26 июля 1952 — начальник Сахалинлага[12], одновременно возглавлял объединение «Дальнефть»[14].
- C 26 июля 1952 не ранее 17 марта 1953 — и. о. начальника Управления ИТЛ Татспецнефтестроя[12].

С 1952 персональный пенсионер союзного значения. В июне 1953 уволен из МВД. В 1969 году окончательно вышел на пенсию.

### Участие в расстрелах
Ещё будучи начальником Воспитательно-просветительного отдела Соловецкого лагеря, Успенский многократно участвовал в расстрелах. Известны прямые свидетельства о не менее чем трёх случаях:
- В ночь с 28 на 29 октября 1929 года Успенский руководил и лично участвовал в массовом расстреле 400 человек, в том числе Г. М. Осоргина, А. А. Сиверса (арестованного по «делу лицеистов») и многих других[1].
- В 1930 году через два месяца после назначения Успенского начальником соловецкого отделения УСЛОНА по его инициативе и при его прямом участии было расстреляно 148 «имяславцев», глубоко верующих крестьян из Терской области, Сибири и с Волги[11].
- 20 июня 1931 года Успенский участвовал в казни приговорённой к расстрелу женщины-инвалида[16], анархистки Евгении Ярославской-Маркон. Её обвинили в попытке покушения на Успенского; по версии следствия, она пыталась убить его, попав ему камнем в висок[17].

Выплевывая ругательства, он [Д. В. Успенский] оглушил женщину рукоятью нагана и, упавшую без чувств, стал топтать ногами.

### Женитьба
В одном из писем Успенский так описывает историю своей женитьбы:

В 1931 г. будучи в качестве лагерного администратора … вошел в личную интимную связь с заключенной Андреевой …, за что в 1932 году состоял под следствием и в результате отбыл взыскание — 20 суток ареста… В 1933 году с разрешения заместителя председателя ОГПУ (Ягоды) … женился на бывшей заключенной Андреевой.
В 1937 году Наталья Николаевна Успенская (Андреева) была повторно арестована и осуждена как «враг народа» на 8 лет лишения свободы.
Вероятно, следствием этого было то, что 16 февраля 1939 года решением общего партийного собрания Управления строительства Куйбышевского гидроузла Успенский был исключён из партии. Однако 15 апреля 1939 года Куйбышевский обком ВКП(б) восстановил Успенского в партии с формулировкой: «за совершённые им … поступки уже имеет партийные взыскания, а новых обстоятельств, которые послужили бы причиной к исключению его из партии, не имеется».

## Семья
- Первая жена — Наталья Николаевна Андреева (1910 — после 1960[8]) родилась в городе Москве. По словам Успенского её отец был сельским учителем, жил на Черниговщине[3]. Арестована 19 декабря 1928 года. 7 сентября 1929 года приговорена Верховным Судом УССР по статье 54-4, 11 УК УССР (аналог 58 статьи УК РСФСР, 4 — «помощь буржуазии», возможно, связь с заграницей, 11 — участие в антисоветской организации) к сроку 7 лет ИТЛ. В заключении в Соловецком лагере[19].

В одном из писем Успенский так описывает историю своей женитьбы:

В 1931 г. будучи в качестве лагерного администратора … вошел в личную интимную связь с заключенной Андреевой …, за что в 1932 году состоял под следствием и в результате отбыл взыскание — 20 суток ареста… В 1933 году с разрешения заместителя председателя ОГПУ (Ягоды) … женился на бывшей заключенной Андреевой.
О Н. Н. Андреевой оставила воспоминания её близкая подруга «иосифлянка» Валентина Ждан (Яснопольская). Вот как она описывает знакомство с ней в Белбалтлаговской больнице:

В одной палате со мной находилась хрупкая, синеглазая девочка-русалочка, как я мысленно называла её за яркую внешность. Она казалась очень злой: ругала соседей, сестер, потом начала задевать и меня. Я молчала, чувствуя, что за её поведением стоит не простое хулиганство, а какая-то страшная душевная боль, которая таким путём ищет выхода. Однажды, когда в палате остались мы одни, она заговорила: «Почему вы молчите? Я вас задеваю, а вы молчите. Когда вы вошли, я вдруг почувствовала веяние свежего ветра в знойной пустыне, и мне так захотелось с вами заговорить, но я не знала как, а вы молчали, и я начала вас задевать».
По словам В. Н. Яснопольской, судьба её подруги такова. Наталья Андреева выросла в Приднепровье. Она рано лишилась матери. Отец женился повторно. Отношения с мачехой не сложились, и Наталья с братом убежали из дому. Вскоре они связались с какой-то «дурной компанией» (возможно, анархистов). Всю эту компанию арестовали, Наташа и брат попали на Соловки. Брат Наташи вскоре умер, а она выучилась печатать на машинке и работала в канцелярии начальника Соловецкого лагеря Дмитрия Успенского, где и начался с ним роман. В. Н. Яснопольская пишет, что Наталья ответила Успенскому «исступленной любовью».
Узник Соловков Д. С. Лихачёв, вспоминая начальника лагеря Успенского, заметил: «Говорят, у него была приличная жена…».
Н. Н. Успенская (Андреева) писала стихи, известно её соловецкое стихотворение:

Перестань, соловецкий ветер, напевать и шалить от скуки!
Догорает янтарный вечер, заломив усталые руки.
Пригорюнились стройные ели, призадумались чёрные сосны
И тоскливо-тоскливо запели о том, что было так просто…
Знаю правду закона стального, но зачем она так ужасна?
Утомленное небо заснуло, утомленное небо прекрасно,
И купаются белые чайки в окровавленных зорь янтаре.
Этой ночью расстреляно сердце на высокой Секирной горе.

Н. Н. Андреева была досрочно освобождена 12 мая 1933, после того, как Ягода разрешил Успенскому жениться (см. выше). В это время она писала В. Н. Ждан (Яснопольской): «Моя жизнь — сказка, я — Димина жена. А у Димы четыре ромба, даже страшно».
Семейную жизнь Д. В. Успенского ярко описал врач-заключенный в Белбалтлаге Б. Е. Райков:

Крупная фигура, косая сажень в плечах, светлое приветливое лицо. Как попал этот добрый молодец на такой ответственный пост <директора ББК>? <…> Я встречался с ним на его казенной даче, на берегу Кумсы, где меня принимала его жена, моя пациентка. Трудно представить два более противоположных типа. Он — русый богатырь, а она маленькая брюнетка <sic>, хрупкая на вид, с чёрными влажными глазами, всегда возбужденная и взволнованная и всегда полная противоречий и даже упрёков по адресу своего невозмутимого мужа. «Вот видишь, вот видишь!» — это было её любимым выражением
В 1937 году Н. Н. Андрееву вновь арестовали по громкому делу начальника Успенского Фирина, якобы готовившего переворот в СССР силами 35000 заключённых, так как она оказалась близкой знакомой проходившей по этому делу Л. М. Могилянской, и приговорили к  восьми годам  лагерей. Успенский сразу развёлся, клялся, что не знал об участии Фирина, его других сообщников и своей жены в контрреволюционной организации, якобы даже сам требовал расстрелять жену-врага народа.  Вероятно, последствием связи с врагом-народа было то, что 16 февраля 1939 года решением общего партийного собрания Управления строительства Куйбышевского гидроузла Успенский был исключен из партии. Однако 15 апреля 1939 г. Куйбышевский обком ВКП(б) восстановил Успенского в партии с формулировкой: «за совершённые им … поступки уже имеет партийные взыскания, а новых обстоятельств, которые послужили бы причиной к исключению  его из партии, не имеется». Н. Н. Андреева после досрочного освобождения  из лагеря в 1942 году жила в Челябинской обл. Последние  упоминания о ней относятся к  1960 годам.
- - Сын — Генрих (1934?—?), старший сын Успенского был назван в честь Ягоды, в 1937 году он был переименован в Геннадия[5].
  - Сын — Дмитрий[8](1935?—?), второй сын родился примерно в 1935 году[22].
  - Дочь — Наталья (1937—?), в тюрьме Н. Н. Андреевой родился ещё один ребёнок, которого у неё сразу забрали[15]. Предполагалось, что после ареста жены Д. В. Успенский их детей отдал в детский дом[20].  Однако, в октябре 1941 года у Успенского было уже пятеро детей, и только двое было от нового брака, то есть все трое детей Андреевой остались в его новой семье[8]
- Вторая жена — В. И. Качура, студентка текстильного института[8].
  - Дочь — Галина[8]
  - Сын — Юрий[8]

## Награды
- Орден Красной Звезды (4.08.1933 г.), с формулировкой: «с исключительной энергией и упорством руководившего работами по созданию многочисленных сложных сооружений Северного участка (8 шлюзов и связанных с ними плотин, дамб и каналов), приобретшего за время строительства большие знания по организации и производству гидротехнических работ»[23].
- Орден Ленина (14 июля 1937 г., Постановление Президиума ЦИК СССР от 14 июля «за выдающиеся успехи в деле строительства канала Москва-Волга»[24]);
- Орден Ленина;
- Орден Красного Знамени (1944);
- Орден «Знак Почёта» (1941).[5]

## Успенский в искусстве
- В сборнике произведений советских писателей, посвящённых Беломорско-Балтийскому каналу, упоминается, что их сопровождал чекист Д. В. Успенский. Ему посвящено немало восторженных откликов. В частности, один поэт написал:

Сия чекистская луна
Улыбкой путь нам освещала.
Стихи сопровождал «дружеский шарж» — симпатичный круглолицый паренёк весело улыбается.
- В конце жизни Д. В. Успенский появился на экране в документальном фильме «Власть Соловецкая» (режиссёр М. Е. Голдовская). Вот как описывает свои впечатления Сергей Голицын, знавший Д. В. Успенского ещё в должности зам. начальника строительства канала Москва — Волга:

 Документальный фильм «Власть Соловецкая» по силе впечатления могу сравнить с кинокартиной «Покаяние». В фильме показывается бывший видный чекист, который начал свою карьеру с убийства отца-священника, фамилия нарочно не упоминается. Ковыляет, прихрамывая, по московской улице старикашка с авоськой, а на груди у него шесть рядов орденских планок. — Да ведь это тот палач, который убил мужа моей сестры Георгия Осоргина!
- В книге «Россия в концлагере» известного публициста И. Л. Солоневича Дмитрий Успенский присутствует во множестве эпизодов. Ивану Солоневичу удалось убедить Успенского организовать в лагере спартакиаду с участием заключенных. Организацию спартакиады Успенский поручил, естественно, самому Ивану Солоневичу. Под прикрытием устройства спартакиады Солоневичу удалось хорошо подготовиться к побегу и, в конце концов, сбежать из лагеря вместе со своим 18-летним сыном Юрием.

## Сочинения
- Успенский Д. Сталинская трасса: (к 15-летию совет. Карелии) // Беломорско-Балтийский комбинат. — 1935. — № 6/7. — С. 17-19.